# Shah Husayn
Shah Husayn ibn Shah Muzaffar ibn Muhammad ibn Muzaffar fou un príncep muzaffàrida (n. vers 1350 + 1383) que va exercir càrrecs de segon ordre dins l'estat familiar.
Era el tercer fill de Nusrat al-Din Shah Muzaffar ibn Mubariz al-Din Muhàmmad. El pare va morir el juliol de 1353 als 28 anys deixant quatre fills: Shah Yahya, Shah Mansur, Shah Husayn i Shah Ali, a mes de dues filles.
El 1378/1379 Shah Husayn, que devia tenir entre 26 i 28 anys, va arribar a Siraz i fou ben rebut pel seu oncle Shah Shuja que el va nomenar qaim-maqan (virrei) del seu germà Shah Mansur. Probablement el 1383 (1882/1883) va participar en la campanya de Sultaniya que va fer el seu oncle Shah Shuja, en la qual va morir en combat.